# Soutien-gorge
Le soutien-gorge, ou la brassière au Canada, est un sous-vêtement féminin composé de deux bonnets servant à soutenir et protéger, dans une certaine mesure, ainsi qu'éventuellement mettre en valeur les seins. Il peut être assorti à d'autres pièces de lingerie (porte-jarretelles, shorty, slip, string, etc.).

## Fonction
Depuis l'Antiquité, les femmes utilisent différents dispositifs pour leur poitrine : apodesme ou strophium, mastodeton, sangles, mamillare, brassières, bandeaux, corsets et corselets. Selon les périodes, ces dispositifs ont répondu à divers objectifs : modeler la silhouette, mettre en valeur la poitrine ou au contraire la cacher, faciliter les mouvements ou l'exercice sportif, mais aussi prendre en compte les convenances, touchant au monde de l'intime, voire de l'érotisme ou de la morale.
Comme pour d'autres pièces de la lingerie, l'apparence peut prendre le pas sur le confort dans la conception du soutien-gorge. Le soutien-gorge, comme les autres sous-vêtements, joue un rôle déterminant dans la relation entre le corps et les vêtements, et dans la transformation du corps naturel en un corps culturel, un corps reflet de la société.

## Étymologie
Selon le Dictionnaire historique de la langue française d'Alain Rey, dans son édition de 1999, le mot se serait substitué en 1904 à maintien-gorge, proposé initialement par Herminie Cadolle en 1899. La gorge est un euphémisme pour désigner les seins.
Au Québec, les termes de soutien-gorge et de brassière sont, encore aujourd'hui, utilisés indifféremment. La dénomination de brassiere, transformé en bra, est celle qui s'est imposée aux États-Unis entre 1930 et 1935.

## Histoire

### Antiquité

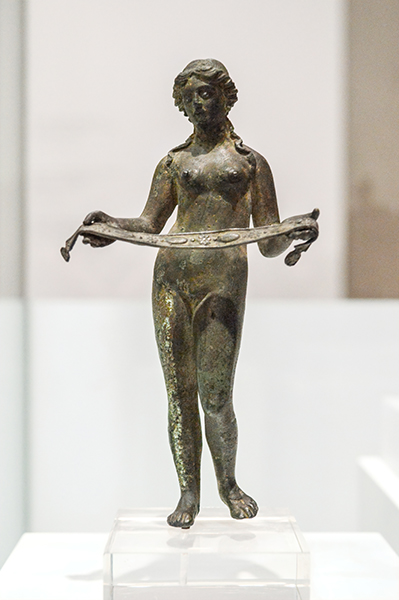
Vénus ou Aphrodite se prépare à mettre un apodesme, statuette en bronze.

Sous le traditionnel chiton, la femme de la Grèce hellénistique (400 à 100 av. J.-C.) porte une tunique en lin recouvrant plusieurs systèmes composés de bandelettes pour contrôler la morphologie féminine. Pour gommer la féminité en aplatissant la poitrine et les hanches, elle porte l’apodesme, un bandage formant une ceinture sous la poitrine pour la maintenir. Il se porte indifféremment sur le chiton ou directement au contact de la peau. Pour dissimuler les hanches et le ventre, elle utilise le zona, une bande abdominale.

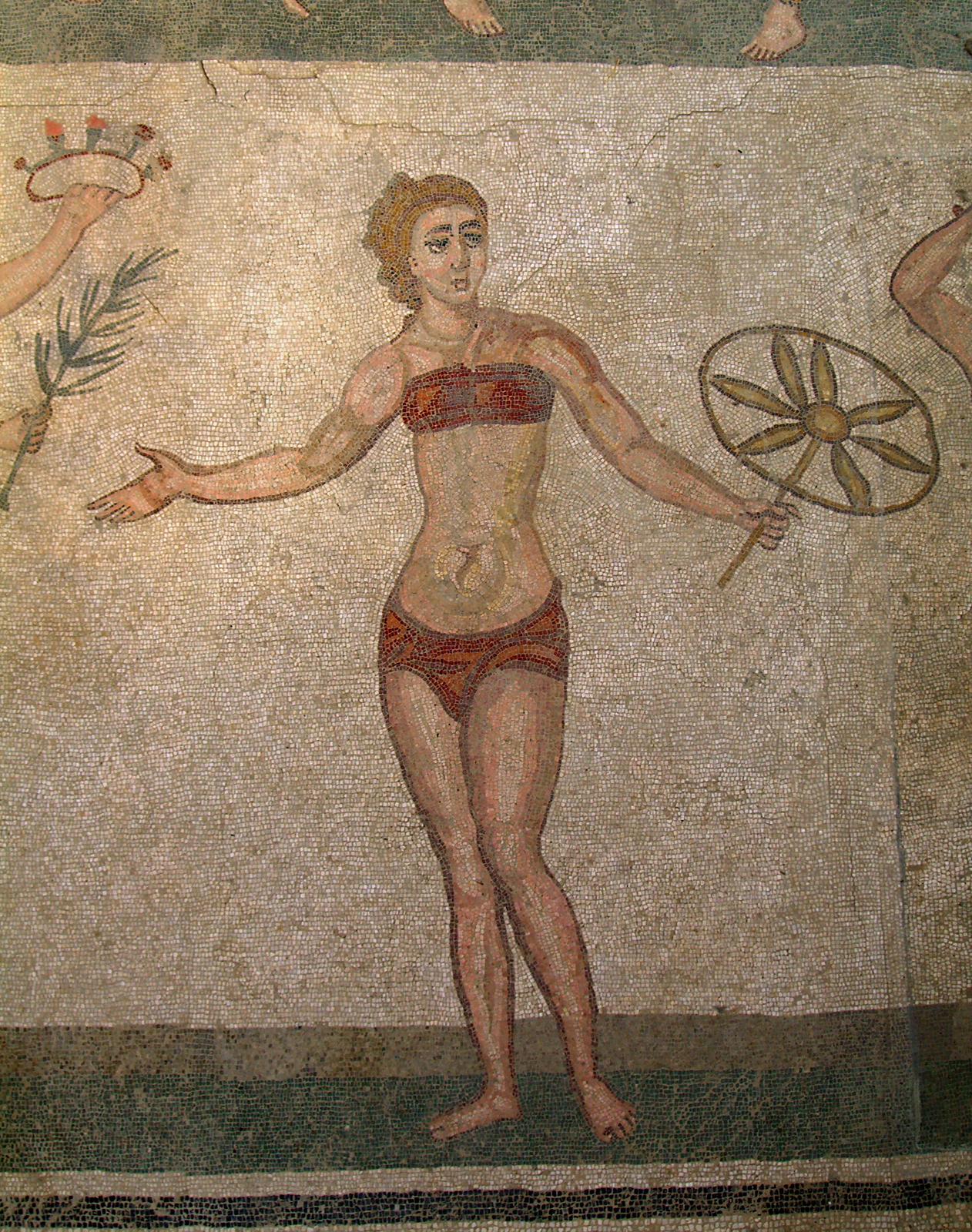
Femme portant un strophium, villa romaine du Casale à Piazza Armerina (Sicile).

Les jeunes filles portent le mastodeton, un mince ruban ceignant la poitrine pour empêcher le développement du sein. La silhouette de la femme grecque est volontairement androgyne et témoigne du goût des Grecs anciens pour les femmes aux seins peu développés. Certains médecins iront jusqu'à proposer des traitements pour empêcher le développement du buste.
La femme romaine porte habituellement une tunique ou une stola et, en dessous, les mêmes dispositifs que la femme grecque. Les hanches sont effacées par un zona, la poitrine des jeunes filles bandée à l'aide d'un taenia ou d'un fascia, équivalent romain du mastodeton. Les bustes plus volumineux sont écrasés par un mamilliare en cuir. Le dispositif le plus répandu est le strophium ou Fascia pectoralis, un bandage similaire à l’apodesme grec. Certains dessous de l'époque, dont la représentation la plus connue est celle de la villa romaine du Casale à Piazza Armerina en Sicile, ressemblent étrangement au bikini ou aux culottes et soutiens-gorge actuels.

### Moyen Âge
En 2008, une équipe d'archéologues autrichiens met au jour plusieurs sous-vêtements, datés par carbone 14 de la fin du XIVe siècle au début du XVe siècle. Parmi les pièces de lingerie féminine découvertes, un soutien-gorge similaire aux soutiens-gorge modernes, prouvant ainsi son invention et utilisation avant l'époque moderne,.
|              |  |              |
| Corset, 1808 |  | Corset, 2010 |

### Époque moderne

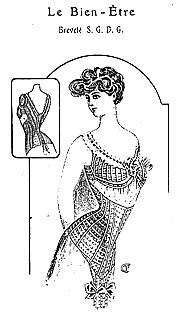
Corset Bien-être.

L'origine du soutien-gorge dans son acception « moderne » reste discutée. Parfois appelé « gorgerette » ou « maintien-gorge », le terme « soutien-gorge » apparaît en 1904 dans le dictionnaire Larousse et en 1912, sous le nom de « brassiere », dans l'Oxford English Dictionary. Son diminutif, « bra », ne sera pas utilisé dans les pays anglophones avant 1937.
Un premier prototype de soutien-gorge est breveté en 1859 à New York par Henry S. Lesher. Cet ancêtre du soutien-gorge présentait des défauts de conception qui le rendaient inconfortable.

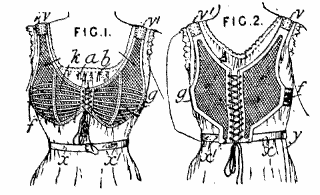
Corset Bien-être (détail du brevet).

Le 27 juin 1889, Herminie Cadolle, ouvrière corsetière née en 1842 dans une famille modeste, communarde et révolutionnaire, ayant émigré en Argentine, toujours comme corsetière, à l'âge de 45 ans, rentre en France pour présenter à l'exposition universelle de Paris le premier soutien-gorge moderne sous le nom de « corselet gorge » et de Bien-être. Il s'agit d'un petit corset coupé en deux sous la poitrine, suspendu aux épaules, et fermé par des boutons sur le devant, plus confortable pour les femmes. Elle demande aux filateurs de Troyes de lui fabriquer des bretelles en caoutchouc, ce qui améliore le confort pour celles qui le portent et dépose un brevet en 1898. Ce modèle, qui a encore une structure interne de type corset, présente cependant des problèmes de maintien. S’il est vendu en France, sa diffusion reste confidentielle,,.
En mars 1893, Marie Tucek avait déposé aux États-Unis un brevet pour un dispositif nommé Breast supporter composé d'une « poche » pour chaque sein et d'un système de bretelles maintenues à l'aide d'œillets et d'agrafes. Ce modèle ressemble beaucoup au soutien-gorge à balconnet moderne. Porté par quelques amies de Marie Tucek, ce sous-vêtement sera également un échec commercial,.
En 1913, Mary Phelps Jacob crée un soutien-gorge séparant les deux seins. En 1914 elle revend son brevet pour 1 500 $ (soit aujourd'hui 25 600 $), à la société Warner Brothers Corset Company domiciliée à Bridgeport dans le Connecticut. Au même moment, Rosalind Kind invente un soutien-gorge composé de deux triangles croisés devant et dans le dos.
Au tournant des XIXe et XXe siècles, sous l'influence croissante des idées féministes et hygiénistes (en 1762, Jean-Jacques Rousseau, dans Émile ou De l'éducation, condamnait déjà « l'usage de ces corps de baleine » qui coupent la femme en deux « comme une guêpe »), mais aussi avec l'engouement pour le sport, et l'activité ouvrière accrue de nombreuses femmes durant la Première Guerre mondiale, le soutien-gorge remplace peu à peu le corset.

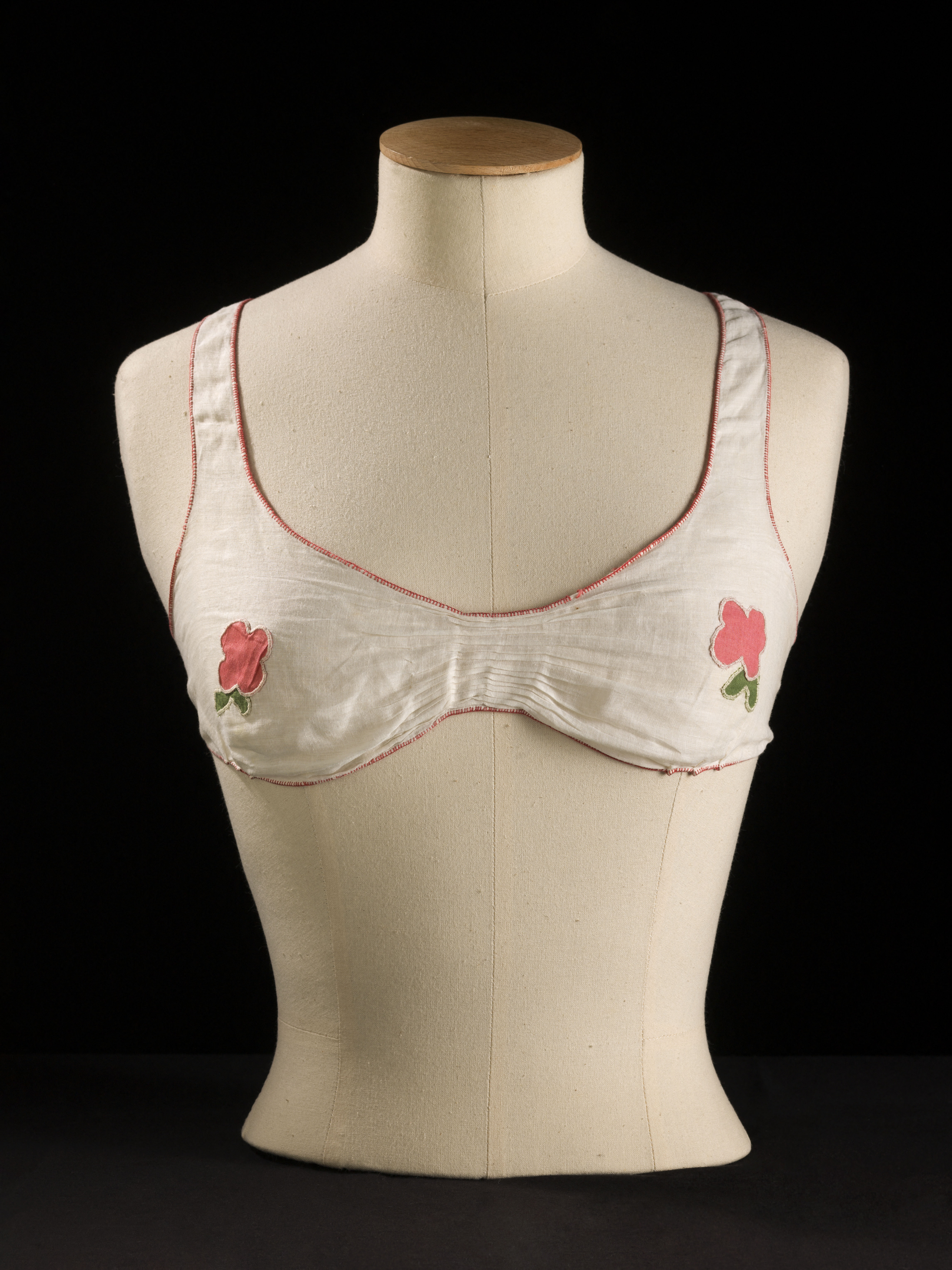
Soutien-gorge vers 1920, attribué à Paul Poiret (musée Galliera).

Le soutien-gorge ne connaîtra pourtant un véritable essor qu'à la fin des années 1920. En effet, à la silhouette en « S » qui pousse la poitrine vers l'avant, les hanches et les fesses vers l'arrière, en vogue dans les années 1880-1905, succède une ligne plus fonctionnelle, adaptée aux besoins de l'époque, distillée par les couturiers Paul Poiret, Madeleine Vionnet ou Nicole Groult. La silhouette revêt alors des formes proches de celles de l'Empire avec une taille haute, une poitrine effacée et des hanches étroites. Amplifiée par la Première Guerre mondiale et les « garçonnes » des « années folles », la mode est alors aux petites poitrines, ce qui retarde son[pas clair] adoption au profit des gaines et des corsets « souples ».
Les premiers soutiens-gorges étaient en lin avant d'être fabriqués, à partir des années 1920, en soie, mousseline ou en batiste.
Dans les années 1930 apparaît la rayonne qui permet d'ouvrir la voie vers les soutiens-gorges actuels, même s'ils restent onéreux et peu adaptés aux différentes morphologies féminines.
|                 |  | |
| Wonderbra, 1975 |  | Le mannequin Kelly Gale dans un soutien-gorge push-up lors d'un défilé de mode Victoria's Secret (2014) |

La première véritable évolution est attribuée aux trois frères de la société Warner (États-Unis), qui mettent au point un tissu extensible et rationalisent les tailles de bonnets en proposant des tailles allant de A à D et renouent avec l'idée de remplacer les bretelles en tissu par des bretelles élastiques.
D'autres innovations suivront, comme le Very secret après la Seconde Guerre mondiale, réalisé en nylon et muni de coussinets gonflables. En 1943, Howard Hughes crée un modèle de soutien-gorge à armatures renforcées et sans bretelles qui rend les seins pointus pour les besoins du film The Outlaw dans lequel apparaît Jane Russell. En 1956, Lejaby présente le soutien-gorge dit « pigeonnant ». Dans les années 1960, Abraham Nathaniel Spanel et sa société Playtex créent Cœur croisé, le premier soutien-gorge à armatures non métalliques.

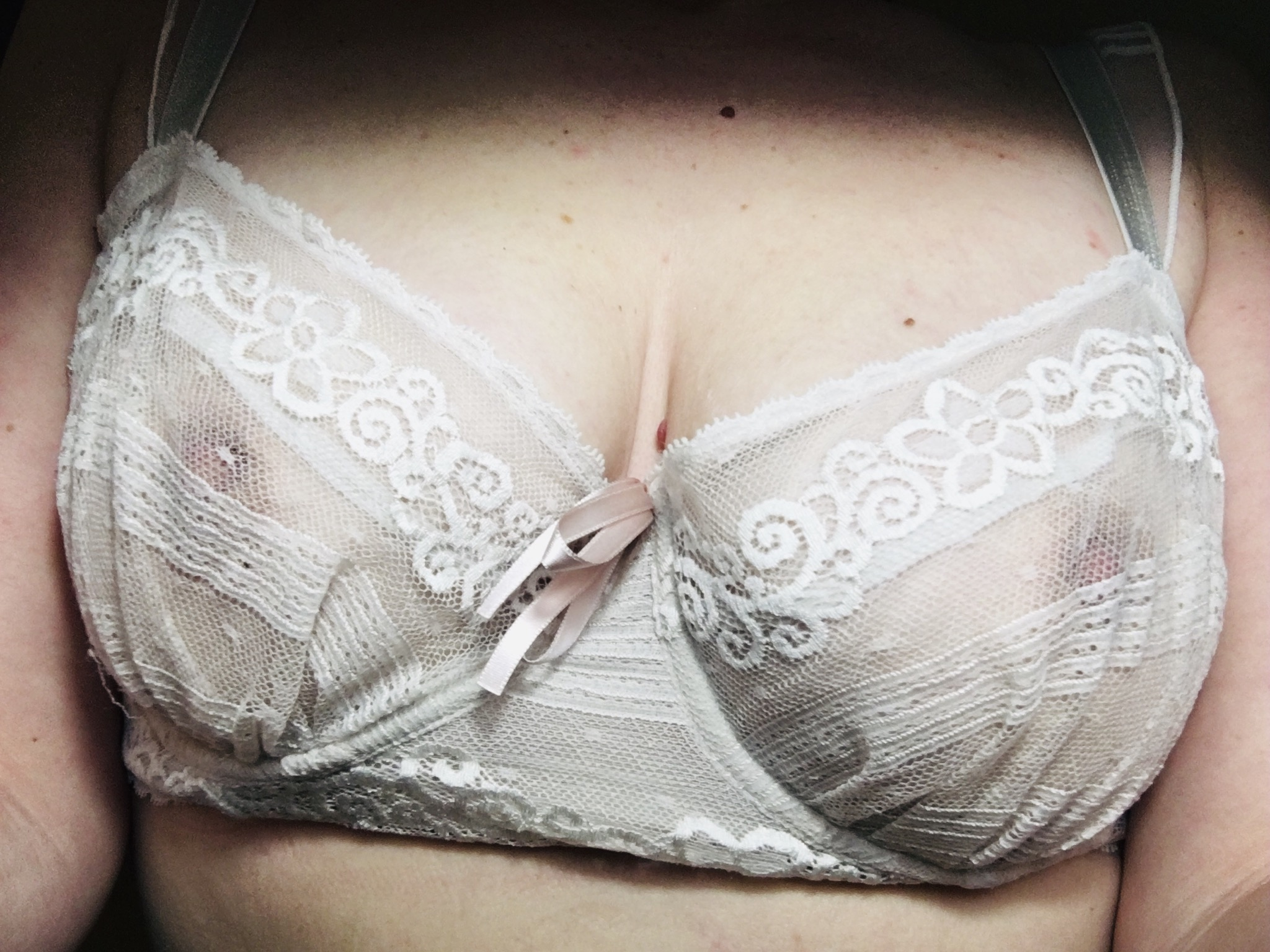
Soutien-gorge de 2020.

Un soutien gorge ampliforme (Wonderbra) est inventé en 1961 par la styliste québécoise Louise Poirier sous la direction de Wonderbra pour la société de lingerie Canadian Lady Corset Company. Il sera principalement vendu en Europe, de 1967 à 1993, sous licence accordée à la marque britannique Gossard.
La « révolution sexuelle » des années 1970 marque un autre tournant : bien qu'il n'ait jamais été brûlé en place publique, contrairement aux idées reçues, les femmes attendent du soutien-gorge qu’il soit fonctionnel, confortable et non affriolant.
Grâce à l’évolution des techniques dans le domaine des fibres textiles, le soutien-gorge actuel allie généralement fonctionnalité et séduction.

## Modèles
Au fil du temps, différents modèles de soutien-gorge apparaissent pour des raisons pratiques ou de confort, à savoir les soutiens-gorges :
- d'allaitement, munis de bonnets amovibles permettant de dénuder le sein pour l’allaitement des nourrissons ;
- pigeonnants, également dit à balconnet, conçus pour avantager le décolleté, très prisés pendant la première moitié des années 1960 ;
- bandeau, ne disposant pas de bretelles, ce qui permet de dégager les épaules ;
- bustier, couvrant le haut du ventre, à mi-chemin entre le soutien-gorge classique et le corset[23] ;
- corbeille, à forme semi-emboîtante, assurant un maintien haut de la poitrine[24] ;
- à maintien renforcé, pour limiter les mouvements des seins pendant la pratique sportive (parfois appelé « brassière »[25]) ;
- push-up, (du type Wonderbra), dont les bonnets sont munis de coussinets amovibles relevant les seins afin d’augmenter leur volume apparent ;
- redresse-seins, dont les bonnets sont ouverts de façon à dégager les mamelons ;
- à bonnets rembourrés, permettant de donner l’illusion d’une poitrine plus volumineuse ;
- à bonnets triangulaires, généralement sans armature.

## Tailles
Les tailles de soutien-gorge et des brassières sont définies par le tour de poitrine, aussi appelé tour de dos, et le bonnet.
Ce sont les Étasuniens William et Ida Rosenthal qui ont inventé ce système de codification, en 1928. La taille d'un soutien-gorge est définie par deux codes : le nombre (32, 34, 36… // 85, 90, 95…), qui correspond à la longueur de la bande du soutien-gorge en pouces ou en centimètres, et la lettre (A, B, C…), qui correspond à la profondeur des bonnets. En Amérique du Nord, les tailles sont mesurées en pouces, tandis qu'en Europe, c’est la mesure métrique qui prévaut : par exemple, un soutien-gorge 32-A au Canada équivaut à un 85-A en France.

## Le non-port du soutien-gorge (mouvement no bra)

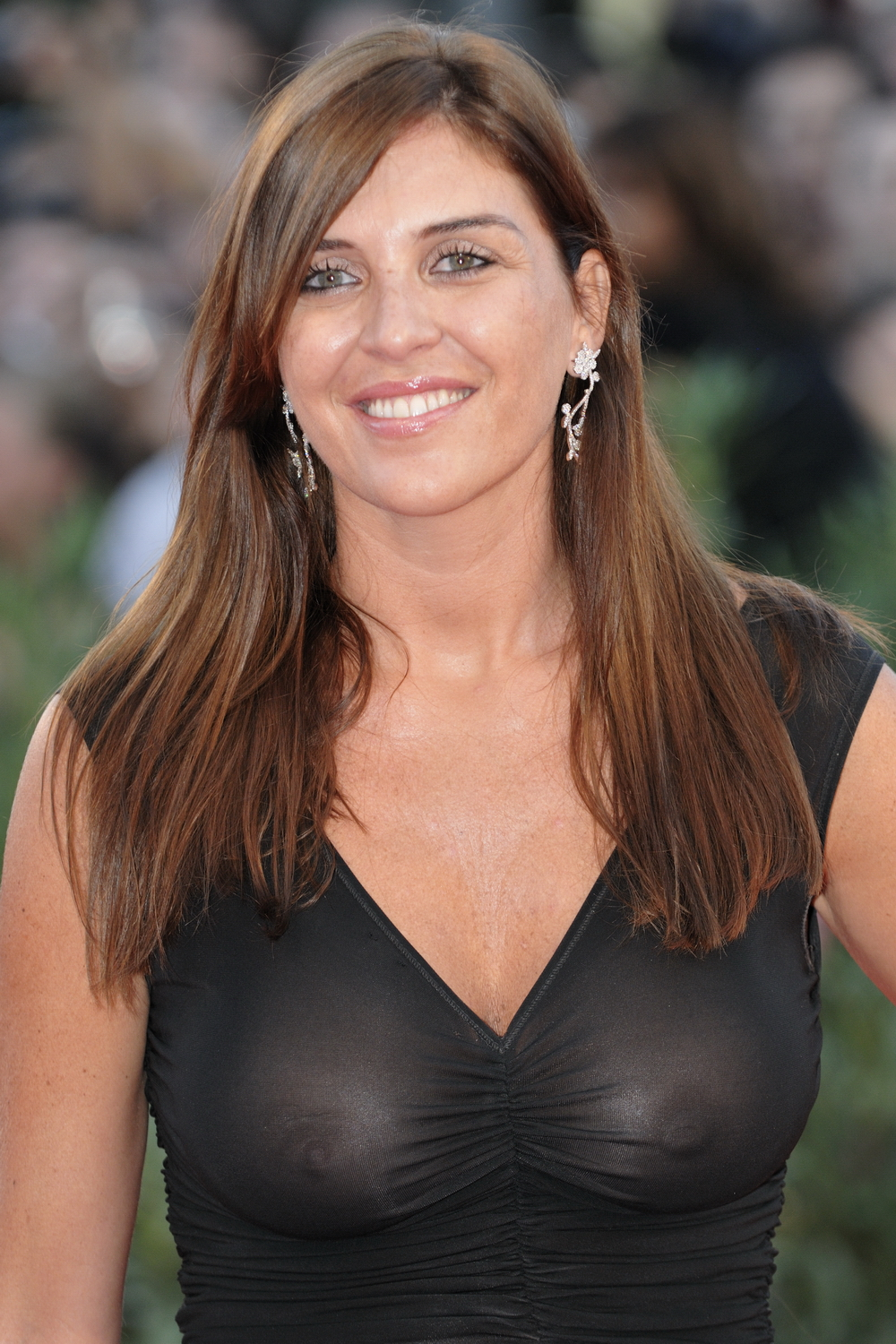
Gisella Marengo, actrice et productrice italienne, en 2009 à Venise, ne portant pas de soutien-gorge.

Certaines femmes refusent l'usage du soutien-gorge, le jugeant inconfortable et inutile pour empêcher l'affaissement des seins. Une étude menée sur 330 femmes pendant 15 ans semble confirmer les avantages du non-port du soutien-gorge pour les petites poitrines : les mamelons remontent de 7 mm par an par rapport à l’épaule, la poitrine aurait tendance à se raffermir et les vergetures à disparaître. L'effet est par contre négatif pour les seins les plus lourds.
Certains courants féministes le refusent également, estimant que le soutien-gorge est un instrument d'oppression et de souffrance infligée au corps des femmes, et résultant d'une hyper-sexualisation de leur corps. Certains groupes religieux et politiques interdisent le port du soutien-gorge.
En 2009, en Somalie, les Shebab ont fouetté en public plusieurs femmes qui portaient ce sous-vêtement.
Certaines personnes affirment que porter un soutien-gorge favorise l'apparition de cancers du sein,, ce que contestent pourtant les médecins. En effet, certaines études régulièrement relayées par les médias ne montrent qu'une simple corrélation entre le port de soutien-gorge et l'apparition de tumeurs mammaires au sein d'un échantillon de femmes donné, mais ne montrent pas de relation de cause à effet, car la corrélation ne remplit pas les critères de Bradford-Hill, conditions requises en épidémiologie pour établir une preuve d'une relation causale entre deux événements.
De plus une étude cas-témoins, rétrospective, ne permet pas de calculer un risque relatif, mais seulement un odds ratio, autrement dit elle ne permet pas d'évaluer l'incidence du cancer du sein sur un groupe exposé au facteur de risque supposé (le port de soutien-gorge) et un autre non exposé.

### Articles
- Emmanuèle Peyret, « Bye Bra, le soutif adhésif », Libération,‎ 22 novembre 2013 (lire en ligne).
- Willy Le Devin, « Wonderbra, secrets desseins », Libération,‎ 1er août 2013 (lire en ligne).
- Emmanuèle Peyret, « Toi aussi rééduque tes seins avec ton soutien-gorge », Libération,‎ 23 mai 2013 (lire en ligne).
- Emmanuèle Peyret, « Sans lingerie, la fête de tous les seins », Libération,‎ 12 avril 2013 (lire en ligne).
- (de) Katja Iken, « 100 Jahre BH-Revolution », Der Spiegel,‎ 5 juillet 2012 (lire en ligne).
- Frédéric Joignot, « je ne pense qu'à ça ! », Le Monde,‎ 28 janvier 2012 (lire en ligne).
- Rédaction Le Monde, « Chez Lejaby, Montebourg défend le "soutien-gorge tricolore" », Le Monde,‎ 20 janvier 2012 (lire en ligne).
- Rédaction Le Monde, « Lejaby, cruel symbole de la désindustrialisation », Le Monde,‎ 20 janvier 2012 (lire en ligne).
- Nicole Vulser, « Lejaby aux trente-sixièmes dessous », Le Monde,‎ 19 janvier 2012 (lire en ligne).
- (en) Rédaction BBC, « Intelligent bra' battles bounce », BBC News,‎ 10 décembre 2007 (lire en ligne).
- Véronique Cauhapé, « Un soutien-gorge à base de silicone », Le Monde,‎ 23 mai 2007 (lire en ligne).
- (en) A Casselman, « The physics of bras », Discover,‎ 22 novembre 2005 (lire en ligne).
- (en) SK Freeman, « In Style: Femininity and Fashion since the Victorian Era », Journal of Women's History, vol. 16, no 4,‎ 2004, p. 191–206 (lire en ligne).
- (en) Jessica Seigel, « The Cups Runneth Over », The New York Times,‎ 13 février 2004 (lire en ligne).
- Anne-Sophie Jarrige, « Les dessous prennent le dessus », Le Point,‎ 22 août 2003 (lire en ligne).
- Sylvie Kauffmann, « Le ventre de Brandi la blonde est un xylophone à soutien-gorge noir », Le Monde,‎ 17 juillet 1999 (lire en ligne).
- N. M.-S., « Lingerie et soutien-gorge », Le Monde,‎ 26 novembre 1969 (lire en ligne).
- Albert Dauzat, « Autour du soutien-gorge », Le Monde,‎ 5 mai 1948 (lire en ligne).

### Source web
- Andrada Noaghiu, Christine Robert, « Histoires au féminin ou presque (2/4) : "Cachez ce sein…" », France Culture, 18 septembre 2012.
- « Mots du Québec. Brassière », sur suite101.fr.

### Filmographie
- La Saga du soutien-gorge, documentaire d'Anna Fitch, États-Unis, 2007, 52 min
- Les dessous ont une histoire, documentaire de Christiane Prigent et Marianne Lamour, réalisation de Marianne Lamour, France, 2005, 61 min, coproduction Arte France et BFC Productions.